# Лопушанський Олександр Олександрович
Олекса́ндр Олекса́ндрович Лопуша́нський; (1 серпня 1972, Хмельницький, Україна  — 19 листопада 2023, Кліщіївка, Бахмутський район, Донецька область, Україна) — майор Збройних сил України, учасник російсько-української війни.

## Життєпис
Олександр Лопушанський для рідних та друзів просто Сан Санич, народився та виріс у Хмельницькому.
Там же на відмінно закінчив академію прикордонних військ. З 1993 по 2005 рік служив у Подільському та Ізмаїльському прикордонних загонах, згодом на острові Зміїний.
З травня 2022 року продовжував нести службу в 93-й механізованій бригаді «Холодний Яр». Після важкого поранення в Соледарі повернувся на фронт. За бойові заслуги нагороджений медалями та срібним хрестом.
19 листопада 2023 року загинув поблизу села Кліщіївка, що на Донеччині.
Похований 26 листопада 2023 року на Подільському кладовищі.